# Campionati mondiali di pallacanestro 3x3 2016
I campionati mondiali di pallacanestro 3x3 2016, disputato in Cina nella città di Guangzhou, è stato un evento internazionale di pallacanestro 3x3. Il torneo si è svolto dall'11 al 15 ottobre 2016, nel complesso "Tianhe Sport Center". È stato organizzato dalla FIBA.

## Torneo maschile
| Pos     | Team          |                                                                              |
| ------- | ------------- | ---------------------------------------------------------------------------- |
| Oro     | Serbia        | Serbia 3×38 Majstorović, 11 Domović Bulut, 13 Ždero, 17 Savić, All. -        |
| Argento | Stati Uniti   | Stati Uniti 3×34 Henry, 7 Lytch, 12 McKinnie, 13 Hannah, All. -              |
| Bronzo  | Slovenia      |                                                                              |
| 4.      | Spagna        |                                                                              |
| 5.      | Qatar         | Qatar 3×34 Hadžibegović, 8 Ngombo, 10 Saad, 11 Saeed, All. -                 |
| 6.      | Paesi Bassi   |                                                                              |
| 7.      | Ungheria      |                                                                              |
| 8.      | Uruguay       |                                                                              |
| 9.      | Filippine     |                                                                              |
| 10.     | Russia        |                                                                              |
| 11.     | Giappone      |                                                                              |
| 12.     | Indonesia     |                                                                              |
| 13.     | Andorra       |                                                                              |
| 14.     | Romania       |                                                                              |
| 15.     | Italia        | Italia 3×31 C. Negri, 8 A. Negri, 13 Verri, 55 Zampolli, All. Marco Albanesi |
| 16.     | Egitto        |                                                                              |
| 17.     | Turchia       |                                                                              |
| 18.     | Cina          |                                                                              |
| 19.     | Nuova Zelanda |                                                                              |
| 20.     | Polonia       |                                                                              |

## Torneo femminile
| Pos     | Team          |                                                                             |
| ------- | ------------- | --------------------------------------------------------------------------- |
| Oro     | Rep. Ceca     |                                                                             |
| Argento | Ucraina       |                                                                             |
| Bronzo  | Stati Uniti   | Stati Uniti 3×36 Harper, 7 Romeo, 8 Jennings, 9 White, All. -               |
| 4.      | Spagna        |                                                                             |
| 5.      | Francia       |                                                                             |
| 6.      | Ungheria      | Ungheria 3×35 Szabó, 7 Theodoreán, 12 Ruják, 13 Toth, All. -                |
| 7.      | Paesi Bassi   |                                                                             |
| 8.      | Argentina     | Argentina 3×35 Jourdheuil, 9 Fiorotto, 10 D'Urso, 22 Pérez, All. -          |
| 9.      | Italia        | Italia 3×33 Visconti, 5 Filippi, 6 Tognalini, 8 Quarta, All. Angela Adamoli |
| 10.     | Cina          |                                                                             |
| 11.     | Australia     |                                                                             |
| 12.     | Nuova Zelanda |                                                                             |
| 13.     | Polonia       |                                                                             |
| 14.     | Romania       |                                                                             |
| 15.     | Taipei cinese |                                                                             |
| 16.     | Andorra       |                                                                             |
| 17.     | Indonesia     |                                                                             |
| 18.     | Macao         | Macao 3×34 Mak, 6 Cheang, 7 M. K. Chan, 10 Ka I Chan, All. -                |
| 19.     | Giappone      |                                                                             |
| 20.     | Isole Cook    | Isole Cook 3×34 Bates, 6 Sadler, 7 Lewis, 23 Main, All. -                   |